# Die Täter sind unter uns
Die Täter sind unter uns. Über das Schönreden der SED-Diktatur ist der Titel eines 2007 erschienenen Buches von Hubertus Knabe, dem ehemaligen Direktor der Gedenkstätte Berlin-Hohenschönhausen. Darin analysiert er den Prozess der Verklärung der DDR, tritt gegen das Vergessen und für die Würde der Opfer ein. Die Wahl des Titels sollte an den Film Die Mörder sind unter uns erinnern, in dem Wolfgang Staudte zeigte, „wie die Unterdrücker von gestern ohne Unrechtsbewußtsein in eine neue Zeit gewechselt sind“. Die Titelidee hatte Knabe von Alan Posener übernommen.

## Ausgabe
- Hubertus Knabe: Die Täter sind unter uns. Über das Schönreden der SED-Diktatur. Propyläen, München 2007, ISBN 978-3-548-60818-1.